# Liste des As belges de la Seconde Guerre mondiale

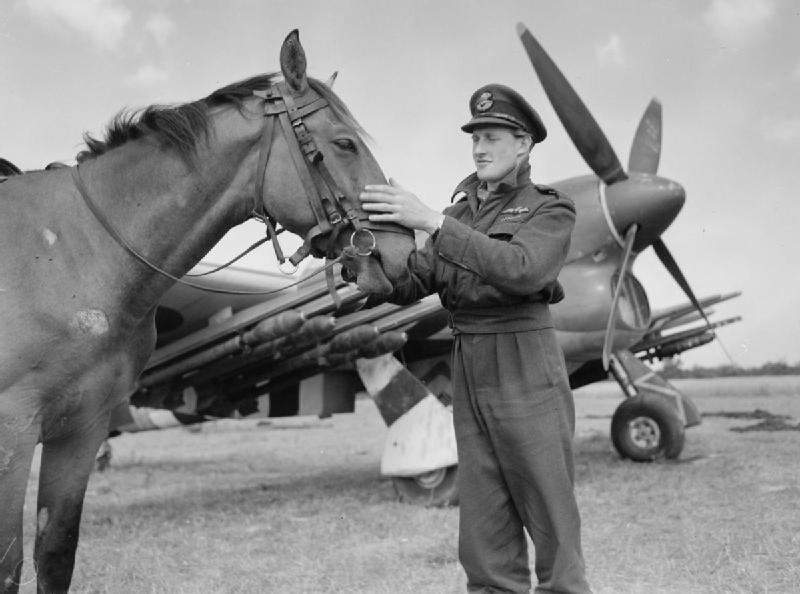
Soldat muni d'un cheval devant plusieurs avions appartenant à la Royal Air Force.

Les As belges sont les pilotes de chasse belges ayant obtenu au moins 5 victoires homologuées au cours de la Seconde Guerre mondiale.

## Liste des as

### Les as
| Prénom et nom                     | Palmarès |
| --------------------------------- | -------- |
| Victor Ortmans                    | 8        |
| Ivan Du Monceau de Bergandal (en) | 8        |
| Lucien Boussa                     | 7        |
| Maurice Balasse (en)              | 7        |
| Charles Detal                     | 6,5      |
| Jean Offenberg                    | 6        |
| Remy Van Lierde (en)              | 6        |
| Jacques Philippart                | 6        |
| Raymond Lallemant                 | 5,5      |

### Liste complémentaire
| Prénom et nom          | Palmarès |
| ---------------------- | -------- |
| Daniel Leroy du Vivier | 4,5      |
| André Marie Plisnier   | 4,33     |
| François Venesoen      | 4        |
| Charles Delcourt       | 4        |
| Charles Demoulin       | 3,5      |
| Georges Louis Jaspis   | 3,16     |

## Commentaires
- Les As belges ont remporté pratiquement tous leurs succès aériens en combattant pour la RAF de 1940 à 1945, où la plupart formèrent les 349 et 350 (belgian) Squadrons (escadrilles 349 et 350). Beaucoup étaient parvenus à fuir la Belgique occupée, quelques-uns avaient déjà combattu en mai 1940, lors de l'invasion allemande.